# Wilhelm Sophus Andreas von Rosen
 Der er flere personer med dette navn, se Wilhelm von Rosen.
Wilhelm Sophus Andreas von Rosen (født 15. maj 1820 i Plön, død 17. juli 1866 på St. Croix) var en dansk læge og politiker.

## Lægelig karriere
Han var en søn af overførster i Holsten, kammer-, forst- og jagtjunker Conrad Adam Johann von Rosen og Birgitte Catharina født de Fisker. Han blev 1836 student ved Sorø Akademi, studerede derpå lægevidenskab ved Københavns Universitet og gav allerede som ung student vidnesbyrd om gode litterære evner ved et velskrevet, udførligt indlæg om Sorø Akademis mangler i Fædrelandet (1842). Denne egenskab viste han sig snart efter i besiddelse af på et større område, da han, efter i nogle år at have været kandidat på Almindelig Hospital og i 1844 at have taget lægeeksamen, som 1. underlæge deltog i Galatheas jordomsejling (1845-47) og blev Steen Billes tilforordnede medhjælper ved udarbejdelsen af den omfattende rejseberetning, hvilken Rosen endvidere udgav forkortet i tysk oversættelse (1852) og i selvstændig bearbejdelse på dansk (1853). Under Treårskrigen 1848-50 fungerede han som overskibslæge og overtog 1851 efter Hjaltelin posten som læge ved Klampenborg Vandkur-, Brønd- og Søbadeanstalt. Hans noget stridbare temperament, der allerede 1853 indviklede ham i en heftig strid med Taarbæks fiskere i anledning af kvaksalverkure mod koleraen, beredte ham i denne hans nye stilling mange vanskeligheder med aktieselskabet, navnlig da anstalten ikke kunne trives og give overskud; en kort tid var han selv formand i bestyrelsen, men 1859 fratrådte han hele sin stilling ved anstalten og kom samtidig i proces med aktieselskabet. Samme år erhvervede han sig doktorgraden ved en overordentlig dygtig og indholdsrig
afhandling: Om Afkommet af syfilitiske og om Genesen af den medfødte Syfilis; med en Indledning om Begrebet Syfilis. En kort tid virkede han som privat praktiserende læge i København og i Taarbæk, indtil han 1861 blev distriktslæge i København.

## Politiker
Ved denne tid havde han imidlertid som ivrig helstatsmand kastet sig ind i politikken, og 1861 stillede han sig og valgtes til folketingsmand i Lyngbykredsen. I tre sessioner sad han nu i tinget, hvor han først søgte at danne en gruppe "uafhængige", men efterhånden sluttede sig til det tscherningske Venstre og optrådte med voksende heftighed mod den nationalliberale ejderpolitik. 1864 opnåede han ikke genvalg, men kom 1865 ind i Rigsrådets Folketing, valgt for Sorøkredsen, og fortsatte for øvrigt kampen mod nationalliberalismen i bladartikler og brochurer, hvorfor han også sattes i band af den herskende københavnske presse. 1864 blev han så stærkt injurieret i Dagbladet, at han anlagde sag mod redaktøren. 1864 udgav han anonymt i Wien et tysk Skrift: Die schleswig-holsteinische und die dänisch-deutsche Frage, hvori han hævdede Danmarks ret, men samtidig fremsatte de heftigste angreb på det hallske ministerium. 1863 udgav han et lille historisk orienterende skrift: Grækenland siden dets Befrielse og Prins Vilhelm som Grækernes Konge. I disse kampår blev hans helbred mere og mere nedbrudt af en lungelidelse, og i en håbløs sygelig og i det hele desolat tilstand modtog han 1866 udnævnelse til hospitals- og arresthuslæge på St. Croix og fattiglæge i Christiansted. Seks uger efter hans ankomst til Dansk Vestindien indtraf hans død, 17. juli 1866.

## Ægteskab
1861 havde han ægtet Marie Cathinka Emma Fabricius, datter af oberstløjtnant Christoph Heinrich Ditlev Fabricius og født i Athen 20. februar 1837. Efter sin mands død kastede hun sig i Wien over sygeplejen både praktisk og litterært, støttet af professor Billroth, virkede ved lazaretter under Den russisk-tyrkiske krig og fik senere ansættelse ved civile hospitaler i Orienten. 1883 udgav hun i København en varmt skrevet brochure om børneopdragelse.
På hans gravsten står: "Her hviler WILHELM SOPHUS ANDREAS von ROSEN Dr. med. Ridder af DBG. født den 15 Mai 1820 i Pløen, død 17. Juli 1866 paa St. Croix. Og naar jeg er gaaen bort, og faaer beredt Eder Sted, kommer jeg igjen og vil tage Eder til mig, at hvor jeg er, skulle ogsaa I være."